# Ensdorfer Stollen

Stollenmundloch

Der Ensdorfer Stollen ist ein aufgegebener Bergwerksstollen in der saarländischen Gemeinde Ensdorf. Er wurde 1833 als Verbindungsstollen zwischen der Grube Kronprinz Friedrich Wilhelm in Schwalbach und der Schiffsverladestelle am rechten Ufer der Saar angehauen, mit der Förderung wurde am 30. Oktober 1842 begonnen. Die Gesamtlänge des Stollens beträgt 2350 Meter.

## Geschichte
Der Bau des Stollens erfolgte in der Frühzeit des Bergbaus an der Saar. Nach der Angliederung des Saargebietes an Preußen im Jahr 1815 wandelte Ensdorf sich innerhalb kurzer Zeit von einem landwirtschaftlich geprägten Dorf zu einem Bergwerksort.
Bei der Auffahrung des Stollens wurden 1836 erstmals im Saarland mit Hilfe eines Theodolits markscheiderische Messungen durchgeführt. Zum Transport der Kohle wurden anfänglich Pferde eingesetzt, die die Förderwagen durch den Stollen zogen. Im Zuge umfangreicher Mechanisierungsmaßnahmen wurden sie 1895 durch eine Förderanlage mit Seil- und Kettenzügen ersetzt. 1910 wurde der Stollen aufgelassen.
Während des Zweiten Weltkriegs fanden in den letzten Kriegstagen die Ensdorfer Bürger in dem Stollen Schutz vor den Luftangriffen der Alliierten. In den Folgejahren verfiel er zusehends. 1987 wurde das Mundloch als Zeugnis bergmännischer Pionierarbeit wieder restauriert.